# 日産・ラングレー
ラングレー（Langley）は日産自動車がかつて製造していた小型自動車。通称スカイラインズ・ミニ（Skyline's Mini）。

## 概要
小型大衆車クラスのエントリーカーを日産プリンス（スカイライン販売会社）系列の販売会社に設定するため、パルサーをベースにした姉妹車であった。プリンス系列の販売会社で扱うため、広告や車体デザインではスカイラインとの関連性を主張していた。後に日産のラインナップ整理の都合でパルサーに統合された。

## 歴史

### 初代 N10型系（1980年　- 1982年）
- 1980年6月 - 新登場。キャッチフレーズは「愛のラングレー」。初代（N10型）パルサーをベースにフロント・テール周りの意匠を変えて設定された（ヘッドランプレンズはC210型スカイライン(後期型)より流用）。ボディバリエーションはパルサーとは異なり、3ドアハッチバックのみの設定であった。エンジンはA14型OHV4気筒1.4L（80馬力）、A14E型OHV4気筒1.4L・EGI（92馬力）のみであった。サスペンションは4輪独立懸架で、フロントがストラット・コイル、リアがトレーリングアーム・コイルであった。Type-Xには運転席からの各操作を容易にするための工夫が施されており、助手席を前に倒すレバーが助手席の背掛けの運転席側に設けられ、後席の三角窓の開閉はパーキングブレーキの後部に設置されたレバーにより操作できるよう運転手の利便性が考慮されていた。エンジンレイアウトは横置きであるが、ミニなどと同じイシゴニス式（オートバイなどと同じく、エンジンの下に変速機が来て、ギヤオイルとエンジンオイルを共用するレイアウト）であった。
- 1981年3月 - 初代パルサーのマイナーチェンジに合わせる形でエンジンはE15S型SOHC4気筒1.5L（85馬力）、E15E型SOHC4気筒1.5L・EGI（95馬力）に変更された。このマイナーチェンジでAT車が新たに設定された。このATは日産内製のFF用新設計のものであった。5速マニュアル車のシフトパターンもヒューランドパターン（左下1速、左上リバース）から通常パターンに変更された。またエンジンレイアウトも、現在のエンジン横置きFF車の一般的な方式であるジアコーサ式（エンジンと変速機が直列となるレイアウト）に変更された。

### 2代目 N12型系（1982年 - 1986年）
- 1982年6月 - 発売。キャッチフレーズは「ケンとメリーのスカイライン」を意識した「ポールとポーラの新ラングレー」。先代モデルと同様、2代目（N12型）パルサーの一部の意匠を変えたモデルであった。このモデルよりリベルタビラも姉妹車となった。パルサー／リベルタビラとの車体デザイン上の相違点はヘッドランプ・フロントグリル・リヤコンビランプが異なる程度の僅かなものとなった。なお、2代目パルサーは5代目（B11型）サニーと基本部分を共用していた。ボディバリエーションはパルサー／リベルタビラにあった4ドアセダンは設定されず、3/5ドアハッチバックのみであった。エンジンはE15S型キャブレター4気筒1.5L（85馬力）、E15E型EGI4気筒1.5L（95馬力）の設定であった。
- 1983年5月 - E15ET型4気筒ターボ1.5L（115馬力）とCD17型SOHC4気筒1.7Lディーゼル（61馬力)が追加された。
- 1984年5月 - マイナーチェンジが行われ、内外装の変更が行われた。3ドア タイプLを廃止し3ドア タイプL aiを新設。GT系にオプション設定のサンルーフを脱着式から電動スライド式に変更しタイプXにもオプション採用した。
- 1985年5月 - 「3ドア／5ドア1500Xエラン」、「3ドア1500タイプai」および「3ドア1500ホワイト・シルキー」を新設定した。また、ターボ車のターボチャージャーの冷却方式を油冷式から水冷式に変更。

### 3代目 N13型系（1986年 - 1990年）
- 1986年10月 - 発売。CMキャラクターにはレーシングドライバーの鈴木亜久里が起用された。キャッチフレーズは「亜久里がレーサーしない日」、「スカイラインズ・ミニ」。3代目パルサー／2代目エクサ／2代目リベルタビラ（各N13型）が姉妹車であった。ビスカスカップリングを用いたフルオートフルタイム4WD（当初パルサーに設定）などが評価され、姉妹車のパルサー／エクサ（EXA）／リベルタビラと共に日本カー・オブ・ザ・イヤーを受賞している。リベルタビラとボディを共用し、ボディバリエーションは3ドアハッチバックに加え4ドアセダンも設定された。エンジンはE15S型キャブレター4気筒1.5L（73馬力）、E15E型EGI4気筒1.5L（82馬力）、CA16DE型DOHC16バルブ4気筒1.6L（120馬力）、CD17型4気筒1.7Lディーゼル（55馬力）が設定された。後のマイナーチェンジで1.5LはGA15S型（85馬力）、GA15E型（97馬力）の各SOHC12バルブに変更された。インパネ周りやステアリング等は当時のR31型スカイラインに酷似したデザインを採用している。
- 当代から新設定されたセダンのリアデザインはスカイラインに酷似した丸型のテールランプで、スカイラインのイメージを更に強調し、こちらを販売戦略上のメインとした。尚、スカイラインのテールランプの発光部は中央が抜けたドーナツ型であるが、本車種は丸型全体が発光するものであった。ナンバープレート位置はバンパー下に設置されている。
- スキーが人気だったこともあり、当時としてはまだ珍しいトランクスルーを採用し、スキー板などの長尺物を収納できるようになっていた。
- 1987年1月 - 4WDが追加された。この4WDシステムはセンターデフにビスカスカップリングを用いた画期的なシステムであった。
- 1988年9月 - マイナーチェンジが行われ、1.5LのエンジンはGA15S型（85馬力）とGA15E型（97馬力）に換装され、SOHC12バルブ（1気筒あたり3バルブ）およびタイミングチェーン化された。内外装も変更される。
- 1990年8月 - パルサーが4代目（N14型）にフルモデルチェンジされると同時に販売終了。10年の歴史に幕を閉じた。ラングレーシリーズの国内累計総合生産台数は約29万1000台であった[3]。

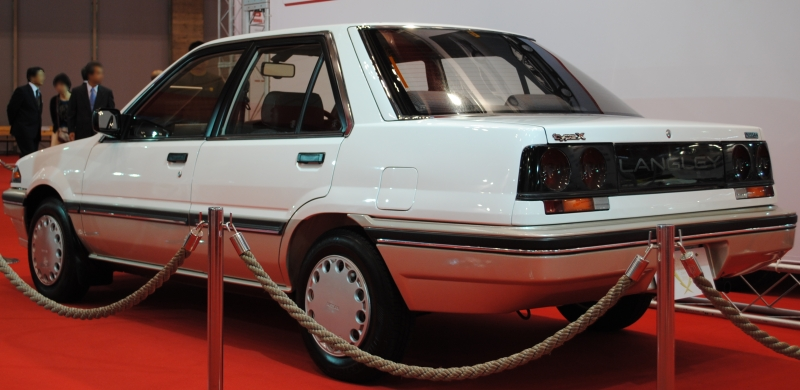
4ドアセダン 前期型1500タイプX リア
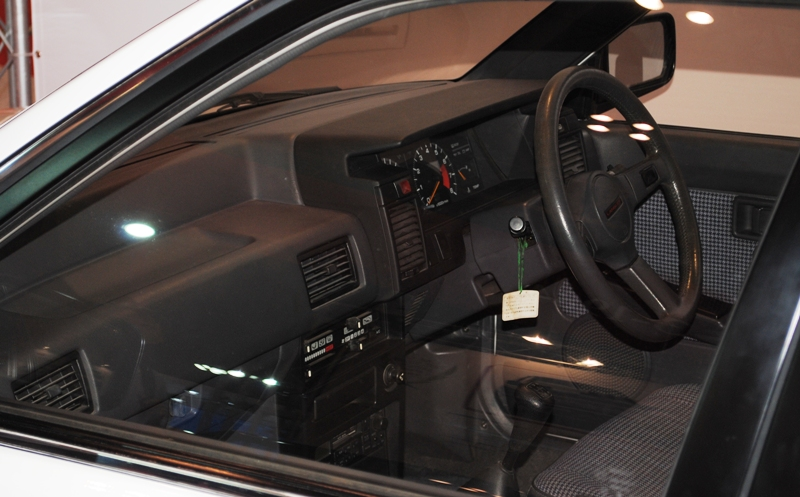
4ドアセダン 前期型1500タイプX 車内
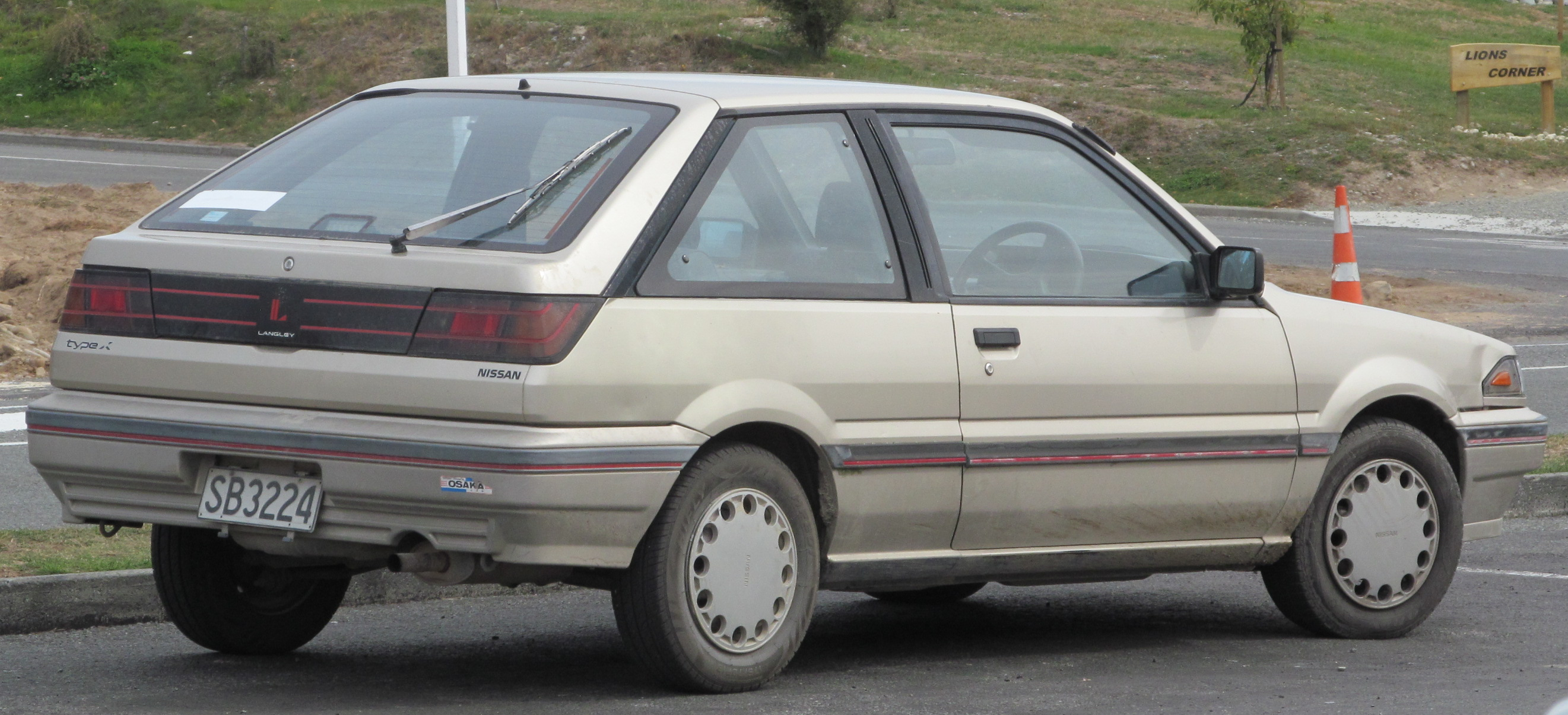
3ドアハッチバック 前期型1500タイプX リア
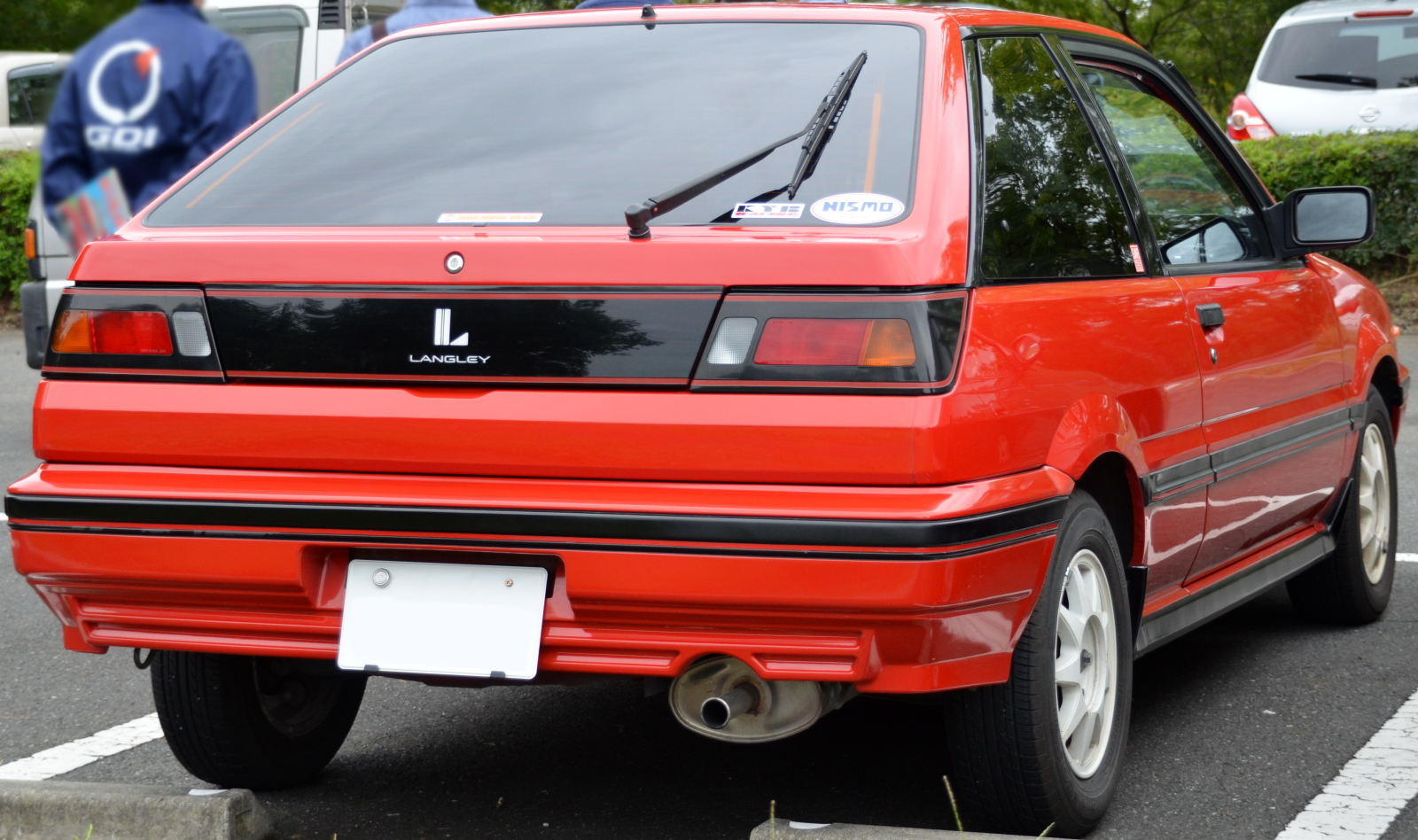
3ドアハッチバック 後期型1500タイプF リア

## 車名の由来
ラングレーは太陽密度の放射エネルギーを示す単位名である。単位名は航空学のラングレー博士の業績にちなんで付けられたものである。